# Vicente Ferrer Stiftung

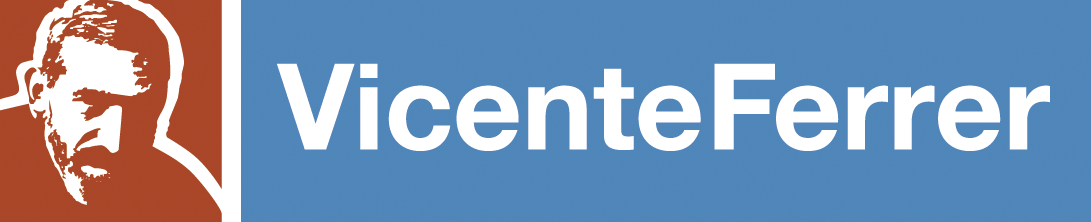
Logo Vicente Ferrer Stiftung

Die Vicente Ferrer Stiftung ist eine gemeinnützige Organisation, die sich als Teil des internationalen Vicente Ferrer Stiftungs-Netzwerkes für die Bekämpfung der Armut in ländlichen Regionen u. a. in Indien und Nepal einsetzt und zur Transformation in eine gerechtere Gesellschaft beiträgt. Dieses Ziel soll gemeinsam mit der Vicente Ferrer Stiftung in Indien (Rural Development Trust, kurz RDT), der Fundación Vicente Ferrer in Spanien, sowie der Vicente Ferrer Foundation in den USA und weiteren Projektpartnern in Nepal erreicht werden.
Im Jahr 1969 begannen Vicente und Anne Ferrer ihre Arbeit im Kampf gegen Armut in Anantapur, Andhra Pradesh, Indien.

## Arbeit
Ziel der Arbeit der Vicente Ferrer Stiftungen ist die Verbesserungen der Lebensbedingungen der am stärksten von Armut betroffenen Gemeinschaften.  Dies geschieht durch Hilfsprojekte in den Bereichen Bildung, Gesundheit, Infrastruktur und Landwirtschaft. Besonders gefördert werden Mädchen und Frauen sowie Menschen mit Behinderung.
Heute haben die Vicente Ferrer Stiftungen in Indien mehr als 120.000 Patenkinder, betreiben drei Krankenhäuser und haben über 1.600 Schulen und 80.000 Häuser gebaut. Neben Fachschulen für Sprachen betreibt die Vicente Ferrer Stiftung in Indien (RDT) inklusiven Grund- und Sekundarschulen für gehörlose und sehbehinderte Kinder sowie Fördereinrichtungen für Kinder mit körperlicher und geistiger Behinderung. Von der Arbeit der Stiftung profitieren unzählige Menschen in der Projektregion.

## Geschichte
Im Jahr 1952 ging Vicente Ferrer als Missionar des Jesuitenordens von Barcelona nach Bombay, um Bauern im ländlichen Indien zu unterstützen. Zunächst baute er mit den Bauern Brunnen, verteilte Saatgut und überzeugte die Bauern davon zusammenzuarbeiten. Der große Erfolg seiner Arbeit erweckte jedoch auch Misstrauen und Verunsicherung in führenden Kreisen, so dass Vicente Ferrer 1968 des Landes verwiesen wurde. 25.000 Bauern demonstrierten daraufhin für seine Rückkehr. Aufgrund des persönlichen Einsatzes der Premierministerin Indira Gandhi konnte Ferrer drei Monate später nach Indien zurückkehren. Er ließ sich in Anantapur nieder, einer der ärmsten Regionen Indiens. 1969 verließ er den Jesuitenorden, heiratete Anne Perry und nahm seine Arbeit in der Region auf. 1978 gründeten Vicente und Anne Ferrer die Vicente Ferrer Stiftung in Indien (RDT).
Die Stiftung nahm ihre Arbeit auf und es wurden Programme und Initiativen ins Leben gerufen, um z. B. die Wüstenbildung einzudämmen, die ländliche Infrastruktur auszubauen, die Ungleichheiten zwischen den Geschlechtern abzubauen und den Zugang zu einer besseren Gesundheitsversorgung und Bildung zu ermöglichen. In den 1980er Jahren wurde die Arbeit auf die Inklusion von Menschen mit Behinderung sowie nachhaltige Landwirtschaft ausgedehnt.
Am 19. Juni 2009 starb Ferrer im Alter von 89 Jahren in Anantapur.